# Comuna Veriora
Veriora este o comună (vald) din Comitatul Põlva, Estonia. Cuprinde 1 târgușor și 29 de sate. Reședința comunei este târgușorul Veriora.